# Буллз (регбийный клуб)
«Буллз» (англ. Bulls) — южноафриканская регбийная команда, выступающая в сильнейшем клубном чемпионате Южного полушария — Супер Регби. Команда обладает статусом региональной сборной и базируется в Претории. Домашние матчи клуб проводит на арене «Лофтус Версфельд», способной вместить 51 762 зрителей. До 1998 года клуб, известный под названием «Блю Буллз», квалифицировался для участия в южном чемпионате посредством выступлений в сильнейшем соревновании ЮАР, кубке Карри. Затем система регбийных клубов ЮАР была реформирована, и «Буллз» получили статус региональной команды, что гарантировало постоянное участие в чемпионате и возможность привлекать игроков из различных команд региона, обладающих низшим статусом. Команда трижды становилась сильнейшей в Южном полушарии (2007, 2009, 2010). Успех 2010 особо примечателен, поскольку победа была одержана в последнем розыгрыше турнира Супер 14 — предшественника современного чемпионата. Ещё одним клубом, которому также покорились три розыгрыша, является новозеландская команда «Блюз». Наибольшее же количество титулов завоевали новозеландские «Крусейдерс», становившиеся чемпионами семь раз.

## История
До создания профессиональной регбийной лиги в Южном полушарии команда «Нортерн Трансвааль» (сборная Северного Трансвааля, впоследствии — «Блю Буллз») играла в международном чемпионате Супер 10. Среди участников турнира были клуба из Австралии, Новой Зеландии, Тонга и Западного Самоа. Чемпионат проходил с 1993 по 1995 годы, и три участника первенства от ЮАР определялись на основе выступлений в кубке Карри.
«Нортерн Трансвааль» сыграл в сезоне 1993 года, где попал в группу «Б» вместе с командами Трансвааля, Нового Южного Уэльса, Норт-Харбора и Уаикато. Северный Трансвааль занял третье место, пропустив вперёд Трансвааль и Новый Южный Уэльс. В следующих двух сезонах команда не прошла отбор на чемпионат.
После перехода регби на профессиональную основу формат Супер 10 был изменён. Появился чемпионат Супер 12, объединявший команды исключительно из Австралии, Новой Зеландии и ЮАР. Австралазийские федерации сразу приняли новую клубную систему, которая подразумевала наличие крупных региональных команд, имеющих возможность вызывать игроков из низших по статусу клубов. Руководители южноафриканского регби на некоторое время отказались от подобной реформы, и участники чемпионата от ЮАР определялись на основе выступлений в кубке Карри.
«Нортерн Трансвааль» стал одним из участников первого сезона в 1996 году. Клуб выиграл 8 из 11 встреч регулярного сезона, что позволило регбистам занять третье место (впереди оказались «Окленд» и «Квинсленд»). Янни Крюгер, игрок южноафриканцев, стал одним из трёх лучших бомбардиров сезона по количеству набранных очков, уступив Мэттью Бёрку из «Нового Южного Уэльса» и Джону Илсу из «Квинсленда». Команда вышла в полуфинал, где встретилась с новозеландцами из «Окленда» и проиграла со счётом 11:48. Матч прошёл на арене «Иден Парк» в Новой Зеландии.
Довольно удачное начало выступлений в чемпионате сменилось относительно слабым в 1997 году. Клуб выиграл трижды и в трёх случаях играл вничью, чего хватило только для восьмого места; в отставку по ходу турнира был отправлен умиравший от лейкемии тренер Китч Кристи, который всего два года назад привёл к триумфу «Спрингбокс» на домашнем чемпионате мира. По итогам сезона «Нортерн Трансвааль» сменил название на «Блю Буллз» (англ. Blue Bulls — «синие быки»). После этого сезона регбийные власти ЮАР приняли проект перехода на систему региональных команд, упразднив квалификацию из кубка Карри. Были созданы четыре крупных клуба, одним из которых стал «Нортерн Буллз» (англ. Northern Bulls — «северные быки»). Первый сезон обновлённой команды снова не принёс успехов, регбисты остались вне зоны плей-офф. В 1998—2002 годах «быки» считались одной из худших команд первенства, так как в течение пяти сезонов подряд клуб занимал либо последнее, либо предпоследнее место. В сезоне 2002 года «Буллз» стали первой командой в истории чемпионата, не сумевшей выиграть ни одного матча. Этот антирекорд безраздельно принадлежал «быкам», пока в 2010 году схожий провал не потерпели другие южноафриканцы из «Лайонз». С 2000 года клуб стал известен просто как «Буллз». Таким образом, команда суперсерии выступала под брендом «Буллз», а команда кубка Карри называлась «Блю Буллз».
Команда заняла шестое место как в 2003, так и в 2004 году. Спустя сезон «быки» повторили успех 1996 года. Несмотря на слабый старт регулярного сезона, регбисты провели серию из шести победных матчей и подошли к финишу в зоне плей-офф. Тем не менее, в 1/2 финала южноафриканцы проиграли «Уаратаз», наследникам сборной Нового Южного Уэльса. Снова игрок «быков» попал в число лучших бомбардиров сезона: Брайан Хабана стал третьим игроком по числу занесённых попыток. Кроме того, по итогам сезона он был номинирован на получение престижной премии «Игрок года» по версии IRB.

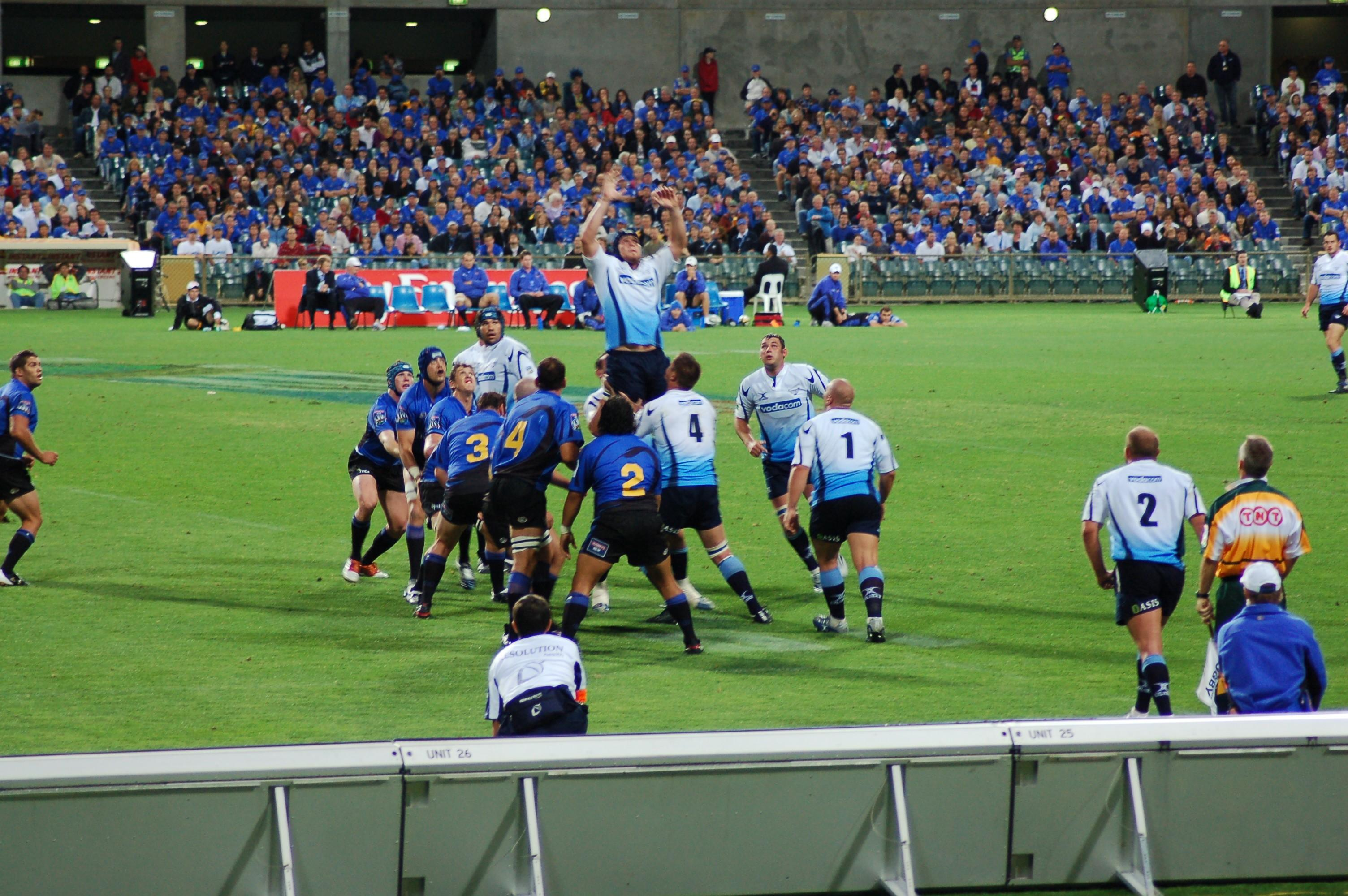
«Буллз» играют с «Уэстерн Форс», 2006 год.

В 2006 году число участников чемпионата было расширено до 14, и турнир получил название Супер 14. Новичками стали южноафриканцы из «Сентрал Читаз» и австралийцы из «Уэстерн Форс». К последнему туру регулярного сезона четвёртое место в турнирной таблицы оспаривали «Буллз», «Брамбиз» и «Шаркс». После того, как «Брамбиз» проиграли «Крусейдерс» (3:33), «Буллз» преодолели сопротивление «Стормерз» в кейптаунском матче, завершившимся со счётом 43:10. Подобное стечение обстоятельств гарантировало «быкам» место в полуфинале. «Крусейдерс», поспособствовавшие выходу «Буллз» в плей-офф, обыграли южноафриканский клуб в первом же раунде игр на вылет (35:15).
«Буллз» уступили «Шаркс» в первой игре 2007 года (3:17), но в следующем туре команда выровняла соотношение побед и поражений, переиграв «Сентрал Читаз». Перед последним туром регулярного чемпионата «быкам» требовалась победа над «Квинсленд Редс», причём южноафриканцы должны были заработать в матче по крайней мере 72 очка. В противном случае клуб не смог бы занять второе место и обеспечить игру в полуфинале на домашней арене. Столь маловероятное событие, впрочем, состоялось: «Буллз» обыграли австралийцев со счётом 92:3, с разницей в 89 очков, что на тот момент составило новый рекорд чемпионата. «Быки» занесли 13 попыток (четыре игрока сделали дубль), а Дерик Хугард провёл 11 реализаций. Первой командой регулярного чемпионата стали «Шаркс». В результате впервые в истории оба полуфинала должны были пройти на стадионах ЮАР. «Буллз» отомстили «Крусейдерс» за прошлогоднее поражение (27:12), и вновь высокую результативность продемонстрировал Дерик Хугард: игрок забил 8 пенальти и один дроп-гол. Вторая полуфинальная игра прошла на домашнем стадионе «Шаркс», также прошедших полуфинальный барьер и обеспечивших первый за все годы проведения чемпионата полностью южноафриканский решающий матч.
Финал состоялся на стадионе «Эбса Стэдиум» в Дурбане, на территории «Шаркс». В решающем матче встретились сопоставимые по силе соперники, и игра получилась весьма напряжённой. «Буллз» стартовали не лучшим образом, совершая в начале матча много ошибок и многократно нарушая дисциплину. К перерыву «Шаркс» вели со счётом 14:10, попытка «акулы» Джей-Пи Питерсена компенсировала аналогичное результативное действие Пьера Списа. Во втором тайме «быки» захватили инициативу, но в течение некоторого времени не могли превратить позиционное преимущество в перевес в счёте. Дерик Хугард реализовал пенальти, сведя разрыв к минимуму (13:14), после чего «Буллз» предприняли несколько попыток поражения зачётной зоны «Шаркс». Однако натиск «быков» всегда срывался на одной из последних стадий атаки. Шансы «Буллз» на победу существенно уменьшились после того, как Альберт ван ден Берг принёс «акулам» ещё одну попытку за две минуты до окончания второго тайма, и преимущество хозяев составило уже шесть очков. Ситуация могла стать ещё более критичной, однако Франсуа Стейн не смог провести реализацию. «Буллз» обрели мяч после его введения в игру, осуществили некоторые тактические действия, и снаряд оказался у Брайана Хабаны на правом фланге. Игрок занёс попытку, придав концовке игры драматический характер: результативное действие Хабаны состоялось более, чем через минуту после окончания основного времени. Данный случай особенно интересен тем, что по правилам регби матч продолжается до тех пор, пока мяч не станет «мёртвым», то есть не выйдет в аут или не будет сыгран рукой вперёд. Другими словами, после окончания второго тайма игра может продолжаться в течение некоторого времени, но даже малейшая ошибка атакующей или обороняющейся команды может завершить матч. Дерик Хугард решил исход встречи в пользу гостей, проведя реализацию и установив окончательный счёт, 20:19 в пользу «Буллз». В 2009 году клуб повторил успех, выиграв в финале Супер 14 у «Чифс» (61:17). Третья победа «быков» в чемпионате имела место в 2010 году: команда выиграла у другого южноафриканского клуба — «Стормерз» (25:17).
С 2021 года клуб соревнуется в United Rugby Championship — турнире-правопреемнике Про14 и Кельтской Лиги.

## Стадионы
«Буллз» проводят все домашние матчи на арене «Лофтус Версфельд» в Претории. Стадион также используется «Блю Буллз» во время выступлений в кубке Карри. Арена принимает некоторые игры сборной страны. «Лофтус Версфельд» был одним из стадионов, использовавшихся на чемпионате мира 1995 года, который прошёл в ЮАР. Комплекс принял матчи группы D: Франция—Тонга, Шотландия—Тонга и Франция—Шотландия. Два матча плей-офф чемпионата мира также были сыграны в Претории: в четвертьфинале встретились Шотландия и Новая Зеландия, а в матче за третье место французы боролись с англичанами.
Комплекс используется для проведения регбийных матчей с 1908 года. Нынешнее название объект получил в 1932 году: основателем современного регби в Претории являлся Роберт Оуэн Лофтус Версфельд. Стадион несколько раз реконструировался, в частности, арена несколько раз обновлялась в 1970-х годах. Сейчас, после реконструкции 2008 года перед футбольным мундиалем 2010 года, стадион вмещает 51 762 болельщиков.

## Регион
Ядро команды составляют игроки регбийного союза «Блю Буллз», объединяющего территории Претории и провинции Лимпопо. Также в команду привлекаются игроки из клуба «Фэлконс», представляющего Ист-Ренд. В 2005 году «Буллз» могли заявлять регбистов из клубов «Пумас» (Мпумаланга) и «Леопардс» (Северо-Западная провинция). Затем, в связи с расширением чемпионата и перераспределением территорий между региональными командами, указанные команды перешли в структуру клуба «Кэтс», ныне известного как «Лайонз».

## Текущий состав
Расширенный состав из 59 человек для подготовки к сезону 2013 года.

## Тренеры
- 1996: Джон Уильямс (англ. John Williams)
- 1997: Китч Кристи
- 1998—1999: Ойген ван Вик (англ. Eugene van Wyk)
- 2000: Хейнеке Мейер[англ.]
- 2001: Фил Преториус (англ. Phil Pretorius)
- 2002: Хейнеке Мейер[англ.]
- 2003: Руди Жуберт (англ. Rudi Joubert)
- 2004—2007: Хейнеке Мейер[англ.]
- 2008—2015: Франс Людеке[англ.]
- 2016—2017: Ноллис Мараис[англ.]
- 2018—2019: Джон Митчелл[англ.]
- 2019—2020: Поте Хьюман[англ.]
- 2020—н.в.: Джейк Уайт[англ.]

## Капитаны
- 1996—1997: Рубен Крюгер
- 1998: Адриан Рихтер
- 1999: Шутте Беккер[англ.]
- 2000: Рубен Крюгер
- 2001: Йост ван дер Вестхёйзен
- 2002: Крис ле Ру (англ. Chris le Roux)
- 2003: Йост ван дер Вестхёйзен
- 2004: Виктор Мэтфилд[англ.]
- 2005: Антон Леонард[англ.]
- 2006—2007: Виктор Мэтфилд[англ.]
- 2008: Фури дю Преес[англ.]
- 2009—2011: Виктор Мэтфилд[англ.]
- 2012—2013: Пьер Спис[англ.]
- 2014: Флип ван дер Мерве[англ.] и Виктор Мэтфилд[англ.]
- 2015: Виктор Мэтфилд[англ.]
- 2016: Адриан Штраус
- 2017: Хандре Поллард
- 2018: Бургер Одендал[англ.]
- 2019: Лод де Ягер
- 2020: Бургер Одендал[англ.] и Тревор Ньякане[англ.]
- 2020—2021: Дуэйн Вермулен[англ.]
- 2021—н.в.: Марсел Кутзее[англ.]

## Рекорды и статистика

### Команда
| Рекорд                             | Информация                                       |
| ---------------------------------- | ------------------------------------------------ |
| Наибольшая победная серия          | 12 матчей (25 апреля 2009 г. — 27 марта 2010 г.) |
| Наибольшая домашняя победная серия | 20 матчей (19 апреля 2008 г. — 5 марта 2011 г.)  |

### Матчи
| Рекорд                                    | Информация                                                                    |
| ----------------------------------------- | ----------------------------------------------------------------------------- |
| Самая крупная победа                      | 92:3 («Квинсленд Редс», 2007 г.)                                              |
| Наибольшее количество очков               | 92 («Квинсленд Редс», 2007 г.)                                                |
| Самое крупное поражение                   | 9:73 («Брамбиз», 1999 г.)                                                     |
| Наибольшее количество пропущенных очков   | 75 («Крусейдерс», 2000 г.)                                                    |
| Наибольшее количество попыток             | 13 («Квинсленд Редс», 2007 г.)                                                |
| Наибольшее количество пропущенных попыток | 11 («Крусейдерс», 2000 г.)                                                    |
| Наибольшее количество очков, игрок        | 35, Морне Стейн («Стормерз», 2005 г., «Брамбиз» 2010 г.)                      |
| Наибольшее количество попыток, игрок      | 3, Фури дю Преес («Кэтс», 2004 г.)                                            |
| Наибольшее количество реализаций, игрок   | 11, Дерик Хугард («Квинсленд Редс», 2007 г.)                                  |
| Наибольшее количество пенальти, игрок     | 8, Янни де Беер («Хайлендерс», 1996 г. — рекорд команды «Нортерн Трансвааль») |
|                                           | 8, Дерик Хугард («Крусейдерс», 2007 г.)                                       |
| Наибольшее количество дроп-голов, игрок   | 4, Морне Стейн («Крусейдерс», 2009 г.)                                        |

### Индивидуальные
| Рекорд                                           | Информация                                            |
| ------------------------------------------------ | ----------------------------------------------------- |
| Наибольшее количество матчей                     | 113, Педри Ванненбург (2002—2010)                     |
| Наибольшее количество появлений в составе подряд | 99, Педри Ванненбург (2003—2010)                      |
| Старейший игрок                                  | 37 лет и 134 дня, Йохан ле Ру (27 марта 1999 г.)      |
| Наибольшее количество очков                      | 1012, Морне Стейн (2005—2010)                         |
| Наибольшее количество попыток                    | 37, Брайан Хабана (2005—2009)                         |
| Наибольшее количество реализаций                 | 139, Морне Стейн (2005—2010)                          |
| Наибольшее количество пенальти                   | 126, Морне Стейн (2005—2010)                          |
| Наибольшее количество дроп-голов                 | 17, Морне Стейн (2005—2010; также рекорд Супер Регби) |
| Наибольшее количество матчей в качестве капитана | 60, Виктор Мэтфилд                                    |

### Сезонные
| Рекорд                                  | Информация                                        |
| --------------------------------------- | ------------------------------------------------- |
| Наибольшее количество очков             | 500 (2010)                                        |
| Наибольшее количество очков, игрок      | 263, Морне Стейн (2010; также рекорд Супер Регби) |
| Наибольшее количество попыток           | 51 (2010)                                         |
| Наибольшее количество попыток, игрок    | 11, Бьорн Бассон (2012)                           |
| Наибольшее количество реализаций, игрок | 38, Морне Стейн (2010)                            |
| Наибольшее количество пенальти, игрок   | 51, Морне Стейн (2010; также рекорд Супер Регби)  |
| Наибольшее количество дроп-голов, игрок | 11, Морне Стейн (2009; также рекорд Супер Регби)  |

## Результаты

### Супер 12
| Сезон | Место | Игры | Победы | Ничьи | Поражения | Очки + | Очки - | Разница | Бонусы | Турнирные очки | Плей-офф                                                           |
| ----- | ----- | ---- | ------ | ----- | --------- | ------ | ------ | ------- | ------ | -------------- | ------------------------------------------------------------------ |
| 1996  | 4-е   | 11   | 8      | 0     | 3         | 329    | 208    | +121    | 6      | 38             | Как «Нортерн Трансвваль». Поражение в полуфинале от «Окленд Блюз». |
| 1997  | 8-е   | 11   | 3      | 3     | 5         | 264    | 342    | −78     | 4      | 22             | Как «Блю Буллз» («Нортерн Трансвваль»).                            |
| 1998  | 11-е  | 11   | 3      | 0     | 8         | 249    | 306    | −57     | 4      | 16             |                                                                    |
| 1999  | 12-е  | 11   | 1      | 0     | 10        | 203    | 447    | −244    | 3      | 7              |                                                                    |
| 2000  | 11-е  | 11   | 1      | 2     | 8         | 231    | 395    | −164    | 3      | 11             |                                                                    |
| 2001  | 12-е  | 11   | 2      | 0     | 9         | 241    | 378    | −137    | 3      | 11             |                                                                    |
| 2002  | 12-е  | 11   | 0      | 0     | 11        | 232    | 500    | −268    | 1      | 1              |                                                                    |
| 2003  | 6-е   | 11   | 6      | 0     | 5         | 320    | 354    | −34     | 5      | 30             |                                                                    |
| 2004  | 6-е   | 11   | 5      | 1     | 5         | 302    | 320    | −18     | 6      | 28             |                                                                    |
| 2005  | 3-е   | 11   | 7      | 0     | 4         | 301    | 229    | 72      | 6      | 34             | Поражение в полуфинале от «Уаратаз».                               |

### Супер 14
| Сезон | Место | Игры | Победы | Ничьи | Поражения | Очки + | Очки - | Разница | Бонусы | Турнирные очки | Плей-офф                                |
| ----- | ----- | ---- | ------ | ----- | --------- | ------ | ------ | ------- | ------ | -------------- | --------------------------------------- |
| 2006  | 4-е   | 13   | 7      | 1     | 5         | 355    | 290    | 65      | 8      | 38             | Поражение в полуфинале от «Крусейдерс». |
| 2007  | 1-е   | 15   | 11     | 0     | 4         | 435    | 254    | 181     | 6      | 42             | Победа в финале над «Шаркс».            |
| 2008  | 10-е  | 13   | 6      | 0     | 7         | 324    | 347    | −23     | 4      | 28             |                                         |
| 2009  | 1-е   | 15   | 12     | 0     | 3         | 435    | 311    | 124     | 6      | 46             | Победа в финале над «Чифс».             |
| 2010  | 1-е   | 13   | 10     | 0     | 3         | 436    | 345    | 91      | 7      | 47             | Победа в финале над «Стормерз».         |

### Супер Регби
| Сезон | Место | Игры | Победы | Ничьи | Поражения | Очки + | Очки - | Разница | Бонусы | Турнирные очки | Плей-офф                              |
| ----- | ----- | ---- | ------ | ----- | --------- | ------ | ------ | ------- | ------ | -------------- | ------------------------------------- |
| 2011  | 7-е   | 16   | 10     | 0     | 6         | 416    | 370    | 46      | 6      | 54             |                                       |
| 2012  | 5-е   | 16   | 10     | 0     | 6         | 472    | 369    | 103     | 11     | 59             | Поражение в плей-офф от «Крусейдерс». |